# Balloniscus insularum-infra-ventum
Balloniscus insularum-infra-ventum är en kräftdjursart som först beskrevs av Albert Vandel 1952.  Balloniscus insularum-infra-ventum ingår i släktet Balloniscus och familjen Balloniscidae. Inga underarter finns listade i Catalogue of Life.